# Mantitheus pekinensis
Mantitheus pekinensis is een keversoort uit de familie Vesperidae. De wetenschappelijke naam van de soort werd in 1889 gepubliceerd door Leon Fairmaire.